# Poédogo (Bokin)
Pour les articles homonymes, voir Poédogo.
Poédogo est une localité située dans le département de Bokin de la province du Passoré dans la région Nord au Burkina Faso.

## Santé et éducation
Le centre de soins le plus proche de Poédogo est le centre de santé et de promotion sociale (CSPS) de Séguédin tandis que le centre médical avec antenne chirurgicale (CMA) de la province se trouve à Yako.